# Veliko Globoko
Veliko Globoko je naselje v Občini Ivančna Gorica.